# 16 Batalion Ochrony Pogranicza
Samodzielny Batalion Ochrony Pogranicza nr 16 – samodzielny pododdział Wojsk Ochrony Pogranicza.

## Formowanie i zmiany organizacyjne
Na podstawie rozkazu MON nr 055/org. z 20 marca 1948, na bazie Łużyckiego Oddziału WOP nr 1, sformowano 6 Brygadę Ochrony Pogranicza, a 3 komendę odcinka WOP przemianowano na batalion Ochrony Pogranicza nr 16.
Rozkazem Ministra Obrony Narodowej nr 205/Org. z 4 grudnia 1948, z dniem 1 stycznia 1949, Wojska Ochrony Pogranicza podporządkowano Ministerstwu Bezpieczeństwa Publicznego. Zaopatrzenie batalionu przejęła Komenda Wojewódzka Milicji Obywatelskej.
Z dniem 1 stycznia 1951, na podstawie rozkazu MBP nr 043/org z 3 czerwca 1950, na bazie 6 Brygady Ochrony Pogranicza, sformowano 8 Brygadę Wojsk Ochrony Pogranicza, a 16 batalion Ochrony Pogranicza przemianowano na 83 batalion WOP.

## Dowódcy batalionu
- por. Wacław Kasztelan - (1949-?)[6]

## Struktura organizacyjna
Dyslokacja batalionu przedstawiała się następująco :
- dowództwo batalionu – Bogatynia
- 11 strażnica Ochrony Pogranicza – Wigancice Żytawskie
- 12 strażnica Ochrony Pogranicza – Markocice
- 13 strażnica Ochrony Pogranicza – Porajów
- 13a strażnica Ochrony Pogranicza – Białopole
- 14 strażnica Ochrony Pogranicza – Trzciniec
- 15 strażnica Ochrony Pogranicza – Bratków